# Kirche Sussemilken
Die Kirche Sussemilken in Alt Sussemilken (der Ort hieß zwischen 1938 und 1946 „Friedrichsrode (Ostpr.)“) war ein holzverkleideter Bau mit einem ebenfalls holzverschalten Turm aus dem beginnenden 20. Jahrhundert. Bis 1945 war sie evangelisches Gotteshaus für das Kirchspiel des nach 1945  Tarassowka genannten und heute nicht mehr existenten Ortes im ehemaligen Kreis Labiau in Ostpreußen – im heutigen Gebiet des Rajon Polessk (Kreis Labiau) in der russischen Oblast Kaliningrad (Gebiet Königsberg (Preußen)).

## Geographische Lage
Die Ortsstelle des in den 1960er Jahren aufgegebenen Dorfes Tarassowka liegt im Gebiet der heutigen Landgemeinde Golowkino (Nemonien, 1938 bis 1946 Elchwerder) im Osten des Kurischen Haffs am Westufer des Timber-Kanals (heute russisch: Golowkinski kanal). Bis zur früheren und heutigen Kreisstadt Polessk (Labiau) sind es 18 Kilometer in südwestlicher Richtung. Die Ortsstelle ist auf der von Südosten herkommenden Straße zu erreichen. Am Ende dieses Weges befindet sich der Standort der Kirche direkt südlich an der Straßenkreuzung. Nur noch Restfundamente sind erkennbar.

## Kirchengebäude
Bei der Kirche Sussemilken handelte es sich um eine Jubiläumskirche. Die Grundsteinlegung fand am 28. Mai 1905 statt, und nach einer Bauzeit von etwas mehr als einem Jahr wurde die feierliche Einweihung am 9. August 1906 vorgenommen.
Das Gotteshaus war ein holzverkleidetes Bauwerk mit einem schmaleren Chorraum im Osten. Der Westturm, der ebenfalls holzverschalt war, wirkte sehr wuchtig. Im Innenraum der Kirche mit seinen gestrichenen Wänden befanden sich zwei Seiten- und eine Orgelempore. Die Kanzel und das Taufbecken waren aus Holz.
Die Orgel stammte aus der Werkstatt des Königsberger Orgelbaumeisters Bruno Goebel. Das Geläut bestand aus zwei Glocken.
Die Kirche blieb im Zweiten Weltkrieg unversehrt. Danach wurde sie fremdgenutzt bzw. blieb ungenutzt. Als in den 1960er Jahren die örtliche Kolchose ihren Betrieb einstellte und deren Gebäude abgerissen wurde, ebnete man auch die Kirche ein, um Baumaterial zu gewinnen. Nur das Fundament und der Sockel blieben übrig. Im Dorf gab es in dieser Zeit praktisch kein Haus mehr.

## Kirchengemeinde
Die Kirchengemeinde Sussemilken mit Sitz in Alt Sussemilken wurde im Jahre 1903 unter Abtrennung von der Kirche Mehlauken (1938 bis 1946: Liebenfelde, heute russisch: Salessje) gegründet. Sie war patronatslos. Im Jahre 1925 zählte die Gemeinde 2.300 Gemeindeglieder, die in neun Orten bzw. Ortschaften und Wohnplätzen des Kirchspiels wohnten. Die Pfarrei gehörte bis 1945 zum Kirchenkreis Labiau in der Kirchenprovinz Ostpreußen der Kirche der Altpreußischen Union.
Aufgrund von Flucht und Vertreibung kam das kirchliche Leben im Gebiet um Alt Sussemilken zum Erliegen und konnte aufgrund der restriktiven Religionspolitik der Sowjetunion auch nicht wieder belebt werden. Heute läge der Ort Tarassowka im Einzugsbereich der in den 1990er Jahren neu entstandenen evangelisch-lutherischen Gemeinde in Golowkino (Nemonien, 1938 bis 1946 Elchwerder), einer Filialgemeinde der Kaliningrader Auferstehungskirche in der Propstei Kaliningrad der Evangelisch-lutherischen Kirche Europäisches Russland.

### Kirchspielorte
Zum Kirchspiel der Kirche Sussemilken gehörten vor 1945 neun Orte bzw. Ortschaften (* = Schulort):
| Name             | Änderungsname 1938 bis 1946 | Russischer Name |  | Name              | Änderungsname 1938 bis 1946 | Russischer Name |
| ---------------- | --------------------------- | --------------- |  | ----------------- | --------------------------- | --------------- |
| *Alt Sussemilken | Friedrichsrode (Ostpr.)     | Tarassowka      |  | Laukwargen, Forst | Franzrode, Forst            |                 |
| Eversdorf        |                             | Tarassowka      |  | *Neu Sussemilken  | Neu Friedrichsrode          | Tarassowka      |
| Florweg          |                             | Lensoje         |  | *Wilhelmsrode     |                             | Klimowka        |
| *Franzrode       |                             | Lossowaja       |  | Wilhelmswerder    |                             | Priretschnoje   |
| *Karlsrode       |                             | Nabereschnoje   |  |                   |                             |                 |

### Pfarrer
In der Zeit des Bestehens der Pfarrei der Kirche Sussemilken amtierten hier neun Hilfsprediger bzw. Pfarrer:
| - Edmund Albert Wilhelm E.J. Pauly, 1900–1902 - Hermann Karl Gustav Schnöberg, 1902–1910 - Karl Theodor Wilhelm Gaser, 1906–1909 - Martin Christian Krüger, 1909–1918 | - Max Schmidt, 1918–1925 - Andreas Needra, 1926–1927 - Martin Schultz, 1927–1933 - Johann Grau, 1936–1938 - Erhard Hanert, 1935–1945 |